# Renée Prévert
Pour les articles homonymes, voir Prévert (homonymie).
Renée Prévert, née le 11 juillet 1912 à Dol-de-Bretagne et morte le 23 novembre 1988 à Rennes, est une femme politique française. Membre du Mouvement républicain populaire, elle est députée d’Ille-et-Vilaine de 1945 à 1951. Elle est conseillère municipale et adjointe au maire de Rennes Yves Milon de 1945 à 1953 puis de nouveau de 1959 à 1977 sous le mandat d'Henri Fréville.

## Biographie
Renée Prévert est issue d’une famille modeste et très catholique de Dol-de-Bretagne : son père était manœuvre et sa mère femme de ménage. Titulaire d’un CAP de comptable, elle commence sa carrière professionnelle dans une petite entreprise où elle tient les livres de comptes. Elle s’engage à la JOC à l’âge de 17 ans, elle y reste jusqu’en 1939, après en avoir été la secrétaire départementale. Elle milite également à la CFTC de 1935 à 1939 ; elle occupe aussi des responsabilités départementales au sein de ce syndicat.
Après la Libération, elle rejoint le MRP qui correspond à ses affinités chrétiennes et sociales. Lors des élections municipales de 1945, les premières élections françaises ouvertes au vote des femmes, elle se présente à Rennes sur la liste menée par Yves Milon et devient adjointe aux affaires sociales. Elle conserve ce mandat jusqu’en 1953.
Lors des élections législatives de 1945, elle figure en troisième position sur la liste départementale MRP menée par Pierre-Henri Teitgen La liste obtient 43% des suffrages et quatre des sept sièges à pourvoir. Élue, elle fait partie des 33 premières femmes députées de France, qui font leur entrée dans l’Assemblée nationale constituante de 1945. À l’Assemblée, elle est membre des commissions du travail et de la sécurité sociale et du ravitaillement. Elle est réélue lors des élections législatives de juin 1946  puis de celles de novembre 1946 toujours en 3e position sur la liste MRP. Au cours de ces mandats, elle s’attache plus particulièrement aux questions sociales. Elle est nommée jurée à la Haute Cour de justice en 1948. Elle choisit de ne pas se représenter aux élections législatives de 1951.
Lors des élections de 1959, elle retrouve un mandat de conseillère municipale de Rennes qu’elle avait abandonné six ans plus tôt en étant élue sur la liste menée par Henri Fréville. Elle est successivement réélue dans les équipes menées par ce dernier jusqu’en 1977. À cette date, elle décide alors de quitter la vie politique.
Elle meurt le 23 novembre 1988 à l’âge de 76 ans.
Une rue de Rennes, située près du stade de la route de Lorient, porte son nom.

## Mandats
Députée
- 21 octobre 1945 - 10 juin 1946 : Députée d’Ille-et-Vilaine
- 11 juin 1946 - 27 novembre 1946 : Députée d’Ille-et-Vilaine
- 28 novembre 1946 - 4 juillet 1951 : Députée d’Ille-et-Vilaine

Conseillère municipale
- 1945 - 1977 : conseillère municipale de Rennes